# Жилой дом Н. Н. Муратова
Жилой дом Н. Н. Муратова — памятник градостроительства и архитектуры регионального значения в историческом центре Нижнего Новгорода. Построен в 1912—1913 годах. Автор проекта не установлен. 
Представляет собой образец небольшого городского деревянного доходного дома конца XIX — начала XX веков. Облик здания отражает взаимодействие профессиональной архитектуры (академическая эклектика, неорусский стиль) и традиций народного зодчества в деревянной архитектуре Нижнего Новгорода. 

## История
В 1824 году с постройкой комплекса Нижегородской ярмарки был составлен новый генеральный план Нижнего Новгорода авторства архитектора В. И. Гесте, развиваший ранний план А. В. Квасова. В 1839 году разработан новый план, составленный Г. И. Кизеветтером. План съёмки 1848—1853 годов являлся самым точным, подытожив все планировочные изменения. Застройка Сергиевской улицы заложенная ещё на плане Квасова в 1768 году отражала все архитектурно-градостроительные изменения середины XIX — начала XX веков. Сохранившиеся сегодня элементы деревянной и каменно-деревянной застройки данного квартала являются комплексом исторической застройки города, одним из немногих фрагментов сохранившегося фронта застройки исторической улицы.
Первоначально угловой участок на пересечении Ильинской и Сергиевской улиц принадлежал мещанке Марье Абросимовой. Для владелицы усадьбы городовой архитектор Г. И. Кизеветтер составил проект на постройку каменного двухэтажного дома, высочайше утверждённого в 1839 году. Позже усадьба перешла во владение к мещанину Николая Никаноровичу Муратову, для которого 7 апреля 1912 года был выполнен чертёж на строительство двухэтажного деревянного дома. Новое строительство развернулось вдоль северо-западной границы участка. Судя по планам дом предназначался для сдачи в наём, благодаря близкому расположению Нижнего базара. Строительство завершилось в 1913 году. Позже Н. Н. Муратов выстроил на участке службы.
В советский период здание использовалось под жильё, в нём размещались две квартиры.                      

## Архитектура
Дом занимает ответственное градостроительное положение, формируя фронт исторической застройки нечётной стороны Сергиевской улицы. С соседним домом № 15 составляет протяжённый фрагмент сплошной брандмауэрной застройки, объединённой единым стилем и самобытным деревянным пропильным декором. Представляет собой образец небольшого городского деревянного доходного дома конца XIX — начала XX веков. Объёмно-пространственная композиция выражена в виде двухэтажного прямоугольного объёма под вальмовой кровлей с боковым входом. В декоративном оформлении экстерьера сочетаются приёмы академической эклектики и фольклорного направления неорусского стиля. Наличники окон с сандриками решены в виде щипца и декорированы резьбой: в очельях — растительный орнамент, на боковых досках — гирьки. Подоконные доски украшены кистями и солярным знаком. Облик здания отражает взаимодействие профессиональной архитектуры (академическая эклектика, неорусский стиль) и традиций народного зодчества в деревянной архитектуре Нижнего Новгорода.                  